# فرانك نيكلسون
فرانك نيكلسون (17 سبتمبر 1909 في المملكة المتحدة - 30 يوليو 1982 ببورت إليزابيث في جنوب أفريقيا) (بالإنجليزية: Frank Nicholson)‏ هو لاعب كريكت جنوب أفريقي. شارك مع منتخب جنوب أفريقيا الوطني للكريكت. أما مع النوادي، فقد لعب مع Northern Cape (cricket team) ‏.

## وصلات خارجية
- فرانك نيكلسون على موقع إي آس بي آن كريك إنفو (الإنجليزية)